# أرزغير (ستافروبول كراي)
أرزغير (بالروسية: Арзгир) هي مدينة في مقاطعة ستافروبول كراي في روسيا. بلغ عدد سكانها حوالي 14،722 (تعداد 2010) نسمة.